# Mes plus belles années (film)
Pour plus de détails, voir Fiche technique et Distribution.
Mes plus belles années (Lost Islands) est un film israélien réalisé par Reshef Levi en 2008.

## Synopsis
Israël, début des années 1980. Au sein de la grande famille Levy, le jeune Erez a tout pour être heureux. Partageant son temps entre le lycée, les copains, et les fêtes, il va être troublé par l'arrivée en ville de la belle Neta. À travers lui, découvrez l'histoire d'une famille unie comme les doigts de la main, au son des standards de l'époque.

## Fiche technique
- Titre original : Lost Islands
- Titre hébreu : Iyim avudim
- Titre français : Mes plus belles années
- Réalisation : Reshef Levi
- Scénario : Reshef et Regev Levi
- Producteurs : Dudi Zilber, Moshe Edri, Leon Edri, Moshe Danon
- Directeur de la photographie : Ofer Harari
- Musique : Asaf Amdurski
- Assistant-réalisateur : Leehe Levin
- Décors : Yoel Herzberg
- Durée : 103 minutes
- Année de production : 2008
- Date de sortie : 3 juillet 2008 en  Israël
- Pays : Israël

## Distribution
- Oshri Cohen : Ofer Levi, un jeune homme qui rêve de devenir cinéaste
- Michael Moshonov : Erez Levi, son frère jumeau qui veut s'engager dans les commandos
- Shmil Ben Ari : Avraham Levi, le père de la tribu
- Orly Silbersatz Banai : Sima Levi, la mère de la tribu (comme Orly Silbersatz)
- Yuval Scharf : Neta, la somptueuse fille de l'ambassadeur d'Israël en Iran, dont Ofer et Erez sont tous deux amoureux
- Ofer Shechter : Boaz dit Savta (Mamie), le meilleur copain des jumeaux qui rêve de devenir pilote de chasse
- Pini Tavger : David Levi, le frère ainé coureur de jupons, qui abandonne ses études de droit pour devenir plombier
- Michal Levi : Shimha
- Yigal Adika : Avner Levi, le frère d'Avraham
- Gilat Ankori : Gila Levi, sa femme, la belle-sœur d'Avraham
- Jonathan Rozen : Lansky, le supérieur d'Ofer à l'armée
- Gal Zaid : Le père de Savta, une brute
- Guy Kresner : Ido Levi, le benjamin
- Assaf Cohen : Noam